# ATP Washington

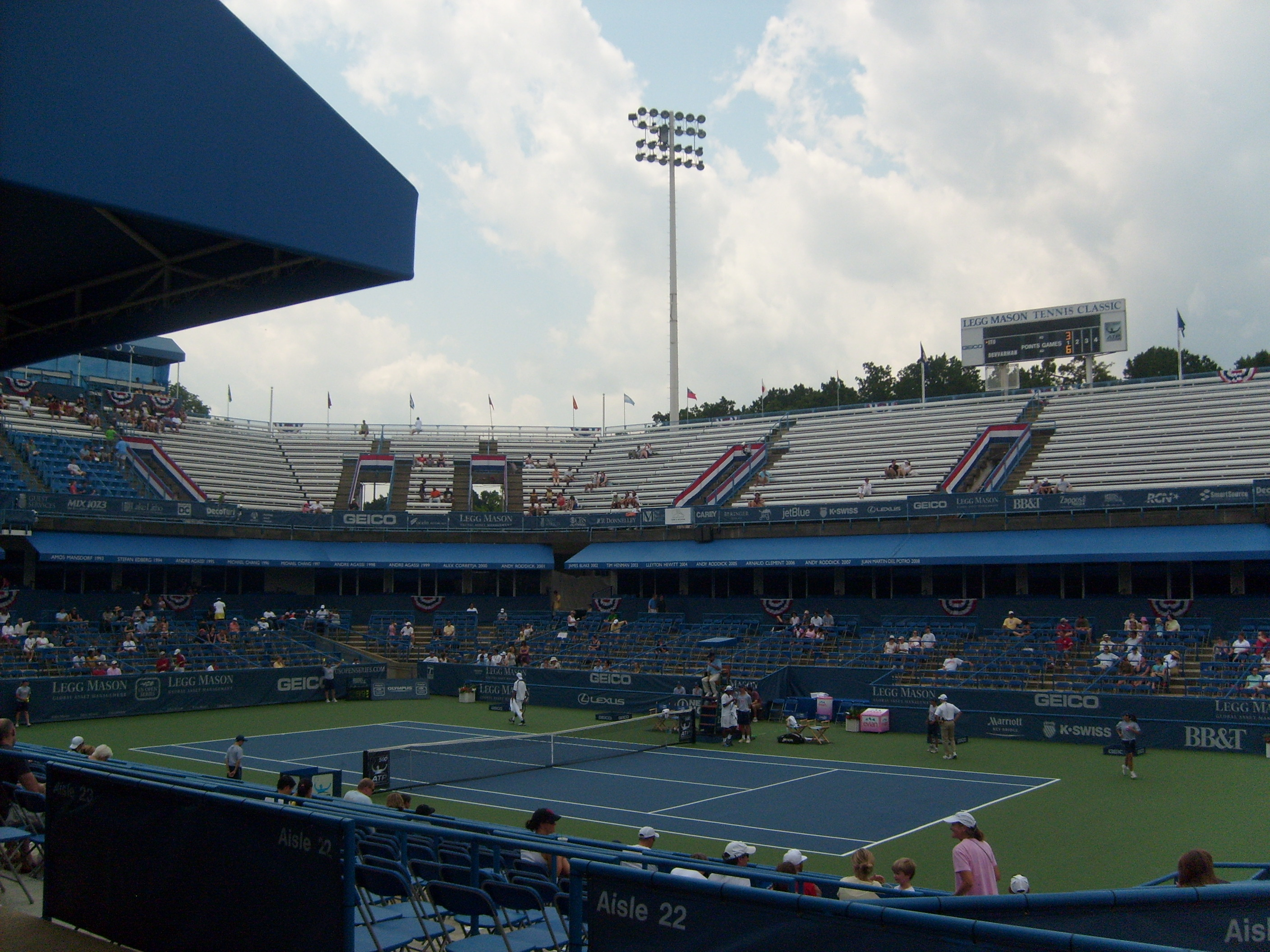
Center Court im FitzGerald Tennis Center

Das ATP-Turnier von Washington (offiziell Mubadala Citi DC Open) ist ein Tennisturnier, das alljährlich im August in Washington, D.C., der Hauptstadt der Vereinigten Staaten ausgetragen wird. Es ist Teil der ATP Tour 500 der US Open Series, einer Reihe von nordamerikanischen Hartplatzturnieren, die auf die US Open vorbereiten sollen.

## Geschichte
Das Turnier wurde erstmals 1969 ausgetragen, zunächst bis 1986 im Freien auf Sandplätzen. Seit 1987 ist das Turnier ein Hartplatzturnier. Unterstützter und Förderer des Turniers war Arthur Ashe, der vorschlug, dass das Turnier im William H.G. FitzGerald Tennis Center im Rock Creek Park gespielt wird, einem US-Nationalpark, und nicht wie üblich in einem Tennisverein. Da man dem Gedanken von Ashe folgte, nahm er im Gegenzug an den ersten elf Ausgaben des Turniers teil.
Ab 1970 war das Turnier Bestandteil des Grand Prix Tennis Circuit. Ab 1990 ging es in die ATP Tour auf und war dort vom ersten Jahr an in der zweithöchsten Kategorie, der Championship Series, vertreten, die der heutigen ATP Tour 500 entspricht. Von 2003 bis 2008 war das Turnier kurzzeitig Bestandteil der International Series, ehe es 2009 wieder aufgewertet wurde.
Die Ausgabe der Frauen kam 2012 nach Washington, als man beschloss, das Damenturnier in College Park, Maryland mit dem Turnier in Washington zusammenzuführen. Von 2015 bis 2018 waren die City Open nicht Teil der US Open Series, da man unzufrieden mit den geringen Übertragungszeiten von ESPN war, das exklusiv die Rechte an alle Turnieren der Serie besaß. In der Folge ging man einen Vertrag mit Tennis Channel ein, der auch beim Wiedereintritt in die Serie bestehen blieben.

## Siegerliste
Rekordsieger ist Andre Agassi, der hier fünfmal triumphieren konnte. Marty Riessen sowie die Zwillinge Bob und Mike Bryan sind mit je vier Titeln im Doppel Rekordsieger.
32 Jahre nach dem Sieg von Petr Korda konnte sich sein Sohn Sebastian 2024 in die Siegerliste eintragen, was zugleich ein historischer Sieg in der Geschichte der ATP Tour war.

### Einzel
| Jahr | Sieger                    | Finalgegner                 | Finalergebnis           |
| ---- | ------------------------- | --------------------------- | ----------------------- |
| 2025 | Alex de Minaur            | Alejandro Davidovich Fokina | 5:7, 6:1, 7:63          |
| 2024 | Sebastian Korda           | Flavio Cobolli              | 4:6, 6:2, 6:0           |
| 2023 | Daniel Evans              | Tallon Griekspoor           | 7:5, 6:3                |
| 2022 | Nick Kyrgios (2)          | Yoshihito Nishioka          | 6:4, 6:3                |
| 2021 | Jannik Sinner             | Mackenzie McDonald          | 7:5, 4:6, 7:5           |
| 2020 | abgesagt                  | abgesagt                    | abgesagt                |
| 2019 | Nick Kyrgios (1)          | Daniil Medwedew             | 7:66, 7:64              |
| 2018 | Alexander Zverev (2)      | Alex de Minaur              | 6:2, 6:4                |
| 2017 | Alexander Zverev (1)      | Kevin Anderson              | 6:4, 6:4                |
| 2016 | Gaël Monfils              | Ivo Karlović                | 5:7, 7:66, 6:4          |
| 2015 | Kei Nishikori             | John Isner                  | 4:6, 6:4, 6:4           |
| 2014 | Milos Raonic              | Vasek Pospisil              | 6:1, 6:4                |
| 2013 | Juan Martín del Potro (3) | John Isner                  | 3:6, 6:1, 6:2           |
| 2012 | Oleksandr Dolhopolow      | Tommy Haas                  | 6:77, 6:4, 6:1          |
| 2011 | Radek Štěpánek            | Gaël Monfils                | 6:4, 6:4                |
| 2010 | David Nalbandian          | Marcos Baghdatis            | 6:2, 7:64               |
| 2009 | Juan Martín del Potro (2) | Andy Roddick                | 3:6, 7:5, 7:66          |
| 2008 | Juan Martín del Potro (1) | Viktor Troicki              | 6:3, 6:3                |
| 2007 | Andy Roddick (3)          | John Isner                  | 6:4, 7:64               |
| 2006 | Arnaud Clément            | Andy Murray                 | 7:63, 6:2               |
| 2005 | Andy Roddick (2)          | James Blake                 | 7:5, 6:3                |
| 2004 | Lleyton Hewitt            | Gilles Müller               | 6:3, 6:4                |
| 2003 | Tim Henman                | Fernando González           | 6:3, 6:4                |
| 2002 | James Blake               | Paradorn Srichaphan         | 1:6, 7:65, 6:4          |
| 2001 | Andy Roddick (1)          | Sjeng Schalken              | 6:2, 6:3                |
| 2000 | Àlex Corretja             | Andre Agassi                | 6:2, 6:3                |
| 1999 | Andre Agassi (5)          | Jewgeni Kafelnikow          | 7:63, 6:1               |
| 1998 | Andre Agassi (4)          | Scott Draper                | 6:2, 6:0                |
| 1997 | Michael Chang (2)         | Petr Korda                  | 5:7, 6:2, 6:1           |
| 1996 | Michael Chang (1)         | Wayne Ferreira              | 6:2, 6:4                |
| 1995 | Andre Agassi (3)          | Stefan Edberg               | 6:4, 2:6, 7:5           |
| 1994 | Stefan Edberg             | Jason Stoltenberg           | 6:4, 6:2                |
| 1993 | Amos Mansdorf             | Todd Martin                 | 7:63, 7:5               |
| 1992 | Petr Korda                | Henrik Holm                 | 6:4, 6:4                |
| 1991 | Andre Agassi (2)          | Petr Korda                  | 6:3, 6:4                |
| 1990 | Andre Agassi (1)          | Jim Grabb                   | 6:1, 6:4                |
| 1989 | Tim Mayotte               | Brad Gilbert                | 3:6, 6:4, 7:5           |
| 1988 | Jimmy Connors (3)         | Andrés Gómez                | 6:1, 6:4                |
| 1987 | Ivan Lendl (2)            | Brad Gilbert                | 6:1, 6:0                |
| 1986 | Karel Nováček             | Thierry Tulasne             | 6:1, 7:6                |
| 1985 | Yannick Noah              | Martín Jaite                | 6:4, 6:3                |
| 1984 | Andrés Gómez              | Aaron Krickstein            | 6:2, 6:2                |
| 1983 | José Luis Clerc (2)       | Jimmy Arias                 | 6:3, 3:6, 6:0           |
| 1982 | Ivan Lendl (1)            | Jimmy Arias                 | 6:3, 6:3                |
| 1981 | José Luis Clerc (1)       | Guillermo Vilas             | 7:5, 6:2                |
| 1980 | Brian Gottfried           | José Luis Clerc             | 7:5, 4:6, 6:4           |
| 1979 | Guillermo Vilas (3)       | Víctor Pecci                | 7:6, 7:6                |
| 1978 | Jimmy Connors (2)         | Eddie Dibbs                 | 7:5, 7:5                |
| 1977 | Guillermo Vilas (2)       | Brian Gottfried             | 6:4, 7:5                |
| 1976 | Jimmy Connors (1)         | Raúl Ramírez                | 6:2, 6:4                |
| 1975 | Guillermo Vilas (1)       | Harold Solomon              | 6:1, 6:3                |
| 1974 | Harold Solomon            | Guillermo Vilas             | 1:6, 6:3, 6:4           |
| 1973 | Arthur Ashe               | Tom Okker                   | 6:4, 6:2                |
| 1972 | Tony Roche                | Marty Riessen               | 3:6, 7:6, 6:4           |
| 1971 | Ken Rosewall              | Marty Riessen               | 6:2, 7:5, 6:1           |
| 1970 | Cliff Richey              | Arthur Ashe                 | 7:5, 6:1, 6:2           |
| 1969 | Thomaz Koch               | Arthur Ashe                 | 7:5, 9:7, 4:6, 2:6, 6:4 |

### Doppel
| Jahr | Sieger                               | Finalgegner                          | Finalergebnis      |
| ---- | ------------------------------------ | ------------------------------------ | ------------------ |
| 2025 | Simone Bolelli Andrea Vavassori      | Hugo Nys Édouard Roger-Vasselin      | 6:3, 6:4           |
| 2024 | Nathaniel Lammons Jackson Withrow    | Rafael Matos Marcelo Melo            | 7:5, 6:3           |
| 2023 | Máximo González Andrés Molteni       | Mackenzie McDonald Ben Shelton       | 6:74, 6:2, [10:6]  |
| 2022 | Nick Kyrgios Jack Sock               | Ivan Dodig Austin Krajicek           | 7:5, 6:4           |
| 2021 | Raven Klaasen (2) Ben McLachlan      | Neal Skupski Michael Venus           | 7:64, 6:4          |
| 2020 | abgesagt                             | abgesagt                             | abgesagt           |
| 2019 | Raven Klaasen (1) Michael Venus      | Jean-Julien Rojer Horia Tecău        | 3:6, 6:3, [10:2]   |
| 2018 | Jamie Murray Bruno Soares            | Mike Bryan Édouard Roger-Vasselin    | 3:6, 6:3, [10:4]   |
| 2017 | Henri Kontinen John Peers            | Łukasz Kubot Marcelo Melo            | 7:65, 6:4          |
| 2016 | Daniel Nestor Édouard Roger-Vasselin | Łukasz Kubot Alexander Peya          | 7:63, 7:64         |
| 2015 | Bob Bryan (4) Mike Bryan (4)         | Ivan Dodig Marcelo Melo              | 6:4, 6:2           |
| 2014 | Jean-Julien Rojer Horia Tecău        | Sam Groth Leander Paes               | 7:5, 6:4           |
| 2013 | Julien Benneteau Nenad Zimonjić (2)  | Mardy Fish Radek Štěpánek            | 7:65, 7:5          |
| 2012 | Treat Huey Dominic Inglot            | Kevin Anderson Sam Querrey           | 7:67, 6:79, [10:5] |
| 2011 | Michaël Llodra Nenad Zimonjić (1)    | Robert Lindstedt Horia Tecău         | 6:73, 7:66, [10:7] |
| 2010 | Mardy Fish Mark Knowles              | Tomáš Berdych Radek Štěpánek         | 4:6, 7:67, [10:7]  |
| 2009 | Martin Damm (2) Robert Lindstedt (2) | Mariusz Fyrstenberg Marcin Matkowski | 7:5, 7:63          |
| 2008 | Marc Gicquel Robert Lindstedt (1)    | Bruno Soares Kevin Ullyett           | 7:66, 6:3          |
| 2007 | Bob Bryan (3) Mike Bryan (3)         | Jonathan Erlich Andy Ram             | 7:65, 3:6, [10:7]  |
| 2006 | Bob Bryan (2) Mike Bryan (2)         | Paul Hanley Kevin Ullyett            | 6:3, 5:7, [10:3]   |
| 2005 | Bob Bryan (1) Mike Bryan (1)         | Wayne Black Kevin Ullyett            | 6:4, 6:2           |
| 2004 | Chris Haggard Robbie Koenig          | Travis Parrott Dmitri Tursunow       | 7:63, 6:1          |
| 2003 | Jewgeni Kafelnikow Sargis Sargsian   | Chris Haggard Paul Hanley            | 7:5, 4:6, 6:2      |
| 2002 | Wayne Black Kevin Ullyett (2)        | Bob Bryan Mike Bryan                 | 3:6, 6:3, 7:5      |
| 2001 | Martin Damm (1) David Prinosil       | Bob Bryan Mike Bryan                 | 7:65, 6:3          |
| 2000 | Alex O’Brien Jared Palmer (2)        | Andre Agassi Sargis Sargsian         | 7:5, 6:1           |
| 1999 | Justin Gimelstob Sébastien Lareau    | David Adams John-Laffnie de Jager    | 7:5, 6:72, 6:3     |
| 1998 | Grant Stafford Kevin Ullyett (1)     | Wayne Ferreira Patrick Galbraith     | 6:2, 6:4           |
| 1997 | Luke Jensen Murphy Jensen            | Neville Godwin Fernon Wibier         | 6:4, 6:4           |
| 1996 | Grant Connell (3) Scott Davis (2)    | Doug Flach Chris Woodruff            | 7:6, 3:6, 6:3      |
| 1995 | Olivier Delaître Jeff Tarango        | Petr Korda Cyril Suk                 | 1:6, 6:3, 6:2      |
| 1994 | Grant Connell (2) Patrick Galbraith  | Jonas Björkman Jakob Hlasek          | 6:4, 4:6, 6:3      |
| 1993 | Byron Black Rick Leach (2)           | Grant Connell Patrick Galbraith      | 6:4, 7:5           |
| 1992 | Bret Garnett Jared Palmer (1)        | Ken Flach Todd Witsken               | 6:2, 6:3           |
| 1991 | Scott Davis (1) David Pate           | Ken Flach Robert Seguso              | 6:4, 6:2           |
| 1990 | Grant Connell (1) Glenn Michibata    | Jorge Lozano Todd Witsken            | 6:3, 6:7, 6:2      |
| 1989 | Neil Broad Gary Muller               | Jim Grabb Patrick McEnroe            | 6:7, 7:6, 6:4      |
| 1988 | Rick Leach (1) Jim Pugh              | Jorge Lozano Todd Witsken            | 6:3, 6:7, 6:2      |
| 1987 | Gary Donnelly Peter Fleming          | Laurie Warder Blaine Willenborg      | 6:2, 7:6           |
| 1986 | Hans Gildemeister (3) Andrés Gómez   | Ricardo Acioly César Kist            | 6:3, 7:5           |
| 1985 | Hans Gildemeister (2) Víctor Pecci   | David Graham Balázs Taróczy          | 6:3, 1:6, 6:4      |
| 1984 | Pavel Složil Ferdi Taygan            | Drew Gitlin Blaine Willenborg        | 7:6, 6:1           |
| 1983 | Mark Dickson Cássio Motta            | Paul McNamee Ferdi Taygan            | 6:2, 1:6, 6:4      |
| 1982 | Raúl Ramírez (3) Van Winitsky (2)    | Hans Gildemeister Andrés Gómez       | 7:5, 7:6           |
| 1981 | Raúl Ramírez (2) Van Winitsky (1)    | Pavel Složil Ferdi Taygan            | 5:7, 7:6, 7:6      |
| 1980 | Hans Gildemeister (1) Andrés Gómez   | Gene Mayer Sandy Mayer               | 6:4, 7:5           |
| 1979 | Marty Riessen (4) Sherwood Stewart   | Brian Gottfried Raúl Ramírez         | 2:6, 6:3, 6:4      |
| 1978 | Arthur Ashe Bob Hewitt (2)           | Fred McNair Raúl Ramírez             | 6:3, 6:4           |
| 1977 | John Alexander Phil Dent             | Fred McNair Sherwood Stewart         | 7:5, 7:5           |
| 1976 | Brian Gottfried Raúl Ramírez (1)     | Arthur Ashe Jimmy Connors            | 6:3, 6:3           |
| 1975 | Bob Lutz Stan Smith                  | Brian Gottfried Raúl Ramírez         | 7:5, 2:6, 6:1      |
| 1974 | Tom Gorman Marty Riessen (3)         | Patricio Cornejo Jaime Fillol        | 7:5, 6:1           |
| 1973 | Ross Case Geoff Masters              | Dick Crealy Andrew Pattison          | 2:6, 6:1, 6:4      |
| 1972 | Tom Okker (2) Marty Riessen (2)      | John Newcombe Tony Roche             | 3:6, 6:3, 6:2      |
| 1971 | Tom Okker (1) Marty Riessen (1)      | Bob Carmichael Ray Ruffels           | 7:6, 6:2           |
| 1970 | Bob Hewitt (1) Frew McMillan         | Ilie Năstase Ion Țiriac              | 7:5, 6:0           |
| 1969 | Patricio Cornejo Jaime Fillol        | Bob Lutz Stan Smith                  | 4:6, 6:1, 6:4      |